# Lista de vias de administração de drogas
Esta lista contém as vias de administração de drogas mais comumente usadas.
- Auricular - dentro do ouvido
- Bucal - interior da bochecha
- Intra-arterial - dentro de uma artéria
- Intra-articular - dentro de uma articulação
- Intracutânea - dentro da pele
- Intramuscular - no tecido muscular esquelético
- Intrassinovial - dentro da sinóvia
- Intratecal - no canal espinhal
- Intravenosa - dentro de uma veia
- Nasal - dentro do nariz
- Ocular - dentro do olho
- Oral - pela boca
- Respiratória (inalação) - para dentro das vias aéreas superiores
- Retal ou per rectum - pelo reto
- Subcutânea - logo abaixo da pele
- Sublingual - embaixo da língua
- Tópica - em áreas de superfície, como a pele
- Transdérmica - absorção sistêmica pela pele
- Vaginal ou per vaginam - pela vagina